# Caligidae
I Caligidae (Burmeister, 1834) sono una famiglia di crostacei copepodi, parassiti dei pesci ossei.

## Biologia
Sono ectoparassiti dei pesci ossei, si nutrono di sangue e muco. Alcune specie come Lepeophtheirus salmonis e Caligus rogercresseyi, parassiti del salmone hanno importanza economica. Caligus bonito parassitizza un gran numero di specie ittiche, soprattutto pelagiche.

## Tassonomia
I generi appartenenti alla famiglia sono:
- Abasia C. B. Wilson, 1908
- Alanlewisia Boxshall, 2008
- Alebion Krøyer, 1863
- Alicaligus Shiino, 1955
- Anchicaligus Stebbing, 1900
- Anuretes Heller, 1865
- Arrama Dojiri & Cressey, 1991
- Avitocaligus Boxshall & Justine, 2005
- Belizia Cressey, 1990
- Caligodes Heller, 1865
- Caligus O. F. Müller, 1785
- Calistes Dana, 1852
- Caritus Cressey, 1967
- Cresseyella Bezdek & Cressey, 2004
- Dartevellia Brian, 1939
- Diphyllogaster Brian, 1899
- Echetus Kroyer, 1863
- Euryphorus H. Milne-Edwards, 1840
- Gloiopotes Steenstrup & Lütken, 1861
- Hermilius Heller, 1865
- Indocaligus Pillai, 1961
- Kabataella Prabha & Pillai, 1983
- Lepeophtheirus von Nordmann, 1832
- Mappates Rangnekar, 1958
- Markevichus Özdikmen, 2008
- Paralebion C. B. Wilson, 1911
- Parapetalus Steenstrup & Lütken, 1861
- Parechetus Pillai, 1962
- Pseudanuretes Yamaguti, 1936
- Pseudechetus Prabha & Pillai, 1979
- Pseudocaligus A. Scott, 1901
- Pseudolepeophtheirus Markevich, 1940
- Pupulina Beneden, 1892
- Sciaenophilus Beneden, 1852
- Synestius Steenstrup & Lütken, 1861
- Tuxophorus C. B. Wilson, 1908